# Gerhard Johannes Vossius

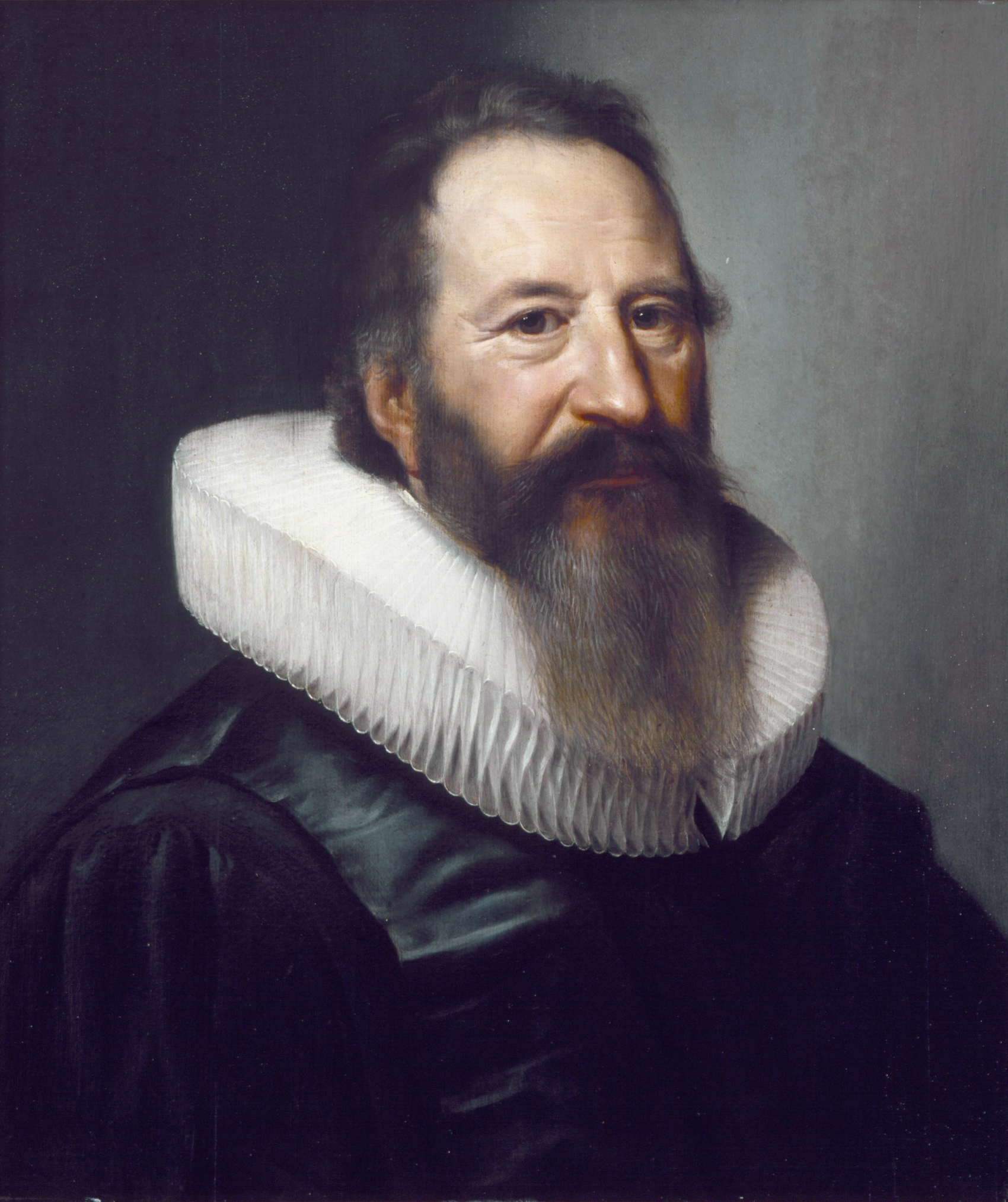
Gerhard Johannes Vossius, 1636

Gerhard Johannes Vossius, latinisiert auch Gerardus Johannes Vossius (* März oder April 1577 in Heidelberg; † 17. März 1649 in Amsterdam), war ein niederländischer Gelehrter, Humanist und Theologe.

## Leben
Gerhard Vossius war der Sohn von Johannes Voss, der die Niederlande wegen der Verfolgung der Protestanten verlassen und sich als Pfarrer in der Nähe von Heidelberg niedergelassen hatte. Als Calvinist geriet er in Schwierigkeiten mit den Lutheranern, die in der Pfalz tonangebend waren. Er kehrte daher zurück in die Niederlande, wo er an der Universität Leiden studierte. Nach dem Studium wurde er Pfarrer in Dordrecht.
Sein Sohn Gerhard Johannes Vossius wurde in Heidelberg geboren und ging nach dem Besuch der Dordrechter Lateinschule zum Studium ebenfalls nach Leiden, wo er die klassischen Sprachen, Hebräisch, Kirchengeschichte und Theologie studierte. Er wirkte die längste Zeit seines Lebens an der Universität Leiden, wo er 1622 den Lehrstuhl für Beredsamkeit übernahm. In Leiden lernte er Hugo Grotius kennen, mit dem er sein Leben lang befreundet blieb. Im Jahr 1600 wurde er Lehrer an der Lateinschule von Dordrecht und bis 1614 ihr Leiter (Rektor). Von 1614 bis 1619 war er Rektor der Theologischen Fakultät der Universität Leiden.
Seine akademische Karriere war durch große Erfolge und durch Rückschläge gekennzeichnet. Er erfreute sich bald eines ausgezeichneten Rufs als Gelehrter und Theologe nicht nur in den Niederlanden, sondern auch in Deutschland, Frankreich und England. 1606 wurde Vossius mit seiner Rhetorik als Klassizist bekannt; 1607 erschien sein Lehrbuch der lateinischen Grammatik. Sein 1618 veröffentlichtes Werk Historia Pelagiana nahmen seine Gegner jedoch zum Anlass, ihn der Häresie zu verdächtigen. Auch wurde er der Sympathie für die Remonstranten verdächtigt. Vossius musste ein Jahr nach Erscheinen dieses Buches von seinem Amt zurücktreten. Gleich nach der Synode von Dordrecht (1618–1619) verlor Vossius seinen Posten in Leiden, da man ihn verdächtigte mit den Remonstranten zu sympathisieren, die vom strengen Calvinismus abwichen. 1622 wurde er wieder eingestellt und unterrichtete Rhetorik und Griechisch an der Universität. 1629 erhielt er einen Ruf an die Universität Cambridge, er lehnte jedoch ab.
1632 wurde er Professor für Geschichte am gerade gegründeten Athenaeum Illustre Amsterdam. Er brachte zwei wichtige Aufsätze zur Geschichte der griechischen und lateinischen Literatur heraus (1623–27), ein Essay über die Dichtkunst (1647) und Arbeiten über Mythologie und Kunst. Vossius besaß eine ansehnliche Handschriftensammlung. Vossius schrieb auch über christliche Theologie und die frühe Kirchengeschichte sowie über Mathematik (1650), das auch viele Mathematiker aufzählt und deshalb für die Mathematikgeschichte von Bedeutung ist.
Der deutsche Romanist Heinrich Lausberg benannte nach Vossius eine Sonderform der Antonomasie als „Vossianische Antonomasie“, bei der er die antike Antonomasie umkehrte und dafür plädierte, anstelle einer Periphrase, einen Eigennamen verwenden zu können.

## Werke
- Oratoriarum institutionum libri VI [1606]
- Historia Pelagiana sive Historiae de controversiis quas Pelagius ejusque reliquiae moverunt, libri VII [1618]
- Rhetorices contractae sive partitionum oratoriarum libri V [1621]
- Aristarchus, sive de arte grammatica [1635 und 1695]; Neuausgabe 1833–35
- Etymologicum linguae Latinae (1662;[3] Neuausgabe 1762–63); (online – Internet Archive Ausgabe Lyon 1664)
- De historicis Graecis Libri III [1624]
- De historicis Latinis Libri III [1627]
- Commentatorium rhetoricorum [1630], Digitalisat, Pars I, Digitalisat, Pars II. [1643], Digitalisat
- De theologia gentili et physiologia Christiana, sive de origine ac progressu idololatriae, deque naturae mirandis quibus homo adducitur ad Deum, Libri IV [1641]
- Dissertationes tres de tribus symbolis, Apostolico, Athanasiano et Constantinopolitano [1642].
- Poeticarum institutionum libri III [1647]; kommentierte Neuausgabe: Jan Bloemendal, Edwin Rabbie (Hrsg.): Gerardus Johannes Vossius, Poeticarum institutionum libri tres / Three Books on Poetics. Brill, Leiden 2010.
- De artis poeticae natura ac constitutione liber [1647]; Neuausgabe in: Jan Bloemendal, Edwin Rabbie (Hrsg.): Gerardus Johannes Vossius, Poeticarum institutionum libri tres / Three Books on Poetics. Brill, Leiden 2010.
- De Imitatione Liber [1647]; Neuausgabe in: Jan Bloemendal, Edwin Rabbie (Hrsg.): Gerardus Johannes Vossius, Poeticarum institutionum libri tres / Three Books on Poetics. Brill, Leiden 2010.
- De universe mathesios natura et constitutione liber, 1650

- Gesamtausgabe (posthum): Gerardi Joan. Vossii opera in sex tomos divisa. Amstelodami, ex typographia P. & J. Blaev, MDCCI (1701)